# Australska rukometna reprezentacija
Australska rukometna reprezentacija predstavlja državu Australiju u športu rukometu.
Izbornik je Taip Ramadani.

## Poznati igrači i treneri
- Darryl McCormack
- Lee Schofield
- Josh Parmenter
- Bevan Calvert
- Tim Jackson
- Nemanja Subotic
- Ognjen Latinovic
- Ognjen Matic
- Jim Varkanitsas
- Milan Slavujevic
- Sasha Sestic
- Taip Ramadani
- Dragan Marinkovic
- Morten Fjeldstad

## Nastupi na kupovima nacija Oceanije
- prvaci: 2004., 2006.
- doprvaci: 2008.
- treći:

## Nastupi na OI
- 2000.: 12. mjesto.......    6 0 0 6 130:204 -74...... 0 bodova......

## Nastupi na svjetskim prvenstvima
- 1999.: 24.mjesto.......     5 0 0 5 101:192. – 91......  0 bodova......
- 2003.: 21.mjesto.......     5 1 0 4 100:192. – 92......  2 boda.........
- 2005.: 24.mjesto.......     5 0 0 5.   85:201 -116..... 0 bodova......
- 2007.: 24.mjesto.......     6 0 0 6 118:229  -111..... 0 bodova......
- 2009.: 24. mjesto.......    9 0 0 9 146:325 -179...... 0 bodova......

## Vanjske poveznice
- http://www.handballaustralia.org.au/